# Pământul și șarpele
Pământul și șarpele este un film românesc din 1971 regizat de Slavomir Popovici.